# Monterey Grand Prix 2024
Navigation
Édition précédente Édition suivante
Le Grand Prix de Monterey 2024 (officiellement appelé 2023 MOTUL Course de Monterey Powered by Hyundai N) a été une course de voitures de sport organisée sur le WeatherTech Raceway Laguna Seca à Monterey en Californie, aux États-Unis qui s'est déroulée du 10 mai 2024 au 12 mai 2024. Il s'agissait de la quatrième manche du championnat WeatherTech SportsCar Championship 2024 et toutes les catégories GTP, GTD Pro & GTD ont participé à la course.

## Course

### Classement de la course
Voici le classement officiel au terme de la course.
- Les vainqueurs de chaque catégorie sont signalés par un fond jauni.

| Pos     | Classe  | no  | Écurie                                       | Pilotes                                                | Châssis                                 | Tours | Temps               |
| ------- | ------- | --- | -------------------------------------------- | ------------------------------------------------------ | --------------------------------------- | ----- | ------------------- |
| Pos     | Classe  | no  | Écurie                                       | Pilotes                                                | Moteur                                  | Tours | Temps               |
| 1       | GTP     | 6   | Porsche Penske Motorsport                    | Mathieu Jaminet Nick Tandy                             | Porsche 963                             | 119   | 2 h 40 min 09 s 438 |
| 1       | GTP     | 6   | Porsche Penske Motorsport                    | Mathieu Jaminet Nick Tandy                             | Porsche 9RD 4,6 L V8 Twin-Turbo         | 119   | 2 h 40 min 09 s 438 |
| 2       | GTP     | 31  | Whelen Cadillac Racing                       | Jack Aitken Pipo Derani                                | Cadillac V-Series.R                     | 119   | + 5 s 764           |
| 2       | GTP     | 31  | Whelen Cadillac Racing                       | Jack Aitken Pipo Derani                                | Cadillac LMC55R 5,5 L V8 Atmo           | 119   | + 5 s 764           |
| 3       | GTP     | 7   | Porsche Penske Motorsport                    | Dane Cameron Felipe Nasr                               | Porsche 963                             | 119   | + 34 s 673          |
| 3       | GTP     | 7   | Porsche Penske Motorsport                    | Dane Cameron Felipe Nasr                               | Porsche 9RD 4,6 L V8 Twin-Turbo         | 119   | + 34 s 673          |
| 4       | GTP     | 40  | Wayne Taylor Racing avec Andretti            | Louis Delétraz Jordan Taylor                           | Acura ARX-06                            | 119   | + 43 s 445          |
| 4       | GTP     | 40  | Wayne Taylor Racing avec Andretti            | Louis Delétraz Jordan Taylor                           | Acura AR24e 2,4 L V6 Twin-Turbo         | 119   | + 43 s 445          |
| 5       | GTP     | 01  | Cadillac Racing                              | Sébastien Bourdais Renger van der Zande                | Cadillac V-Series.R                     | 119   | + 45 s 608          |
| 5       | GTP     | 01  | Cadillac Racing                              | Sébastien Bourdais Renger van der Zande                | Cadillac LMC55R 5,5 L V8 Atmo           | 119   | + 45 s 608          |
| 6       | GTP     | 10  | Wayne Taylor Racing avec Andretti            | Filipe Albuquerque Ricky Taylor                        | Acura ARX-06                            | 119   | + 46 s 150          |
| 6       | GTP     | 10  | Wayne Taylor Racing avec Andretti            | Filipe Albuquerque Ricky Taylor                        | Acura AR24e 2,4 L V6 Twin-Turbo         | 119   | + 46 s 150          |
| 7       | GTP     | 25  | BMW M Team RLL                               | Connor De Phillippi Nick Yelloly                       | BMW M Hybrid V8                         | 119   | + 47 s 615          |
| 7       | GTP     | 25  | BMW M Team RLL                               | Connor De Phillippi Nick Yelloly                       | BMW P66/3 4,0 L V8 Twin-Turbo           | 119   | + 47 s 615          |
| 8       | GTP     | 85  | JDC-Miller MotorSports                       | Phil Hanson Tijmen van der Helm Richard Westbrook      | Porsche 963                             | 119   | + 1 min 17 s 343    |
| 8       | GTP     | 85  | JDC-Miller MotorSports                       | Phil Hanson Tijmen van der Helm Richard Westbrook      | Porsche 9RD 4,6 L V8 Twin-Turbo         | 119   | + 1 min 17 s 343    |
| 9       | GTP     | 24  | BMW M Team RLL                               | Philipp Eng Jesse Krohn                                | BMW M Hybrid V8                         | 118   | + 1 Tour            |
| 9       | GTP     | 24  | BMW M Team RLL                               | Philipp Eng Jesse Krohn                                | BMW P66/3 4,0 L V8 Twin-Turbo           | 118   | + 1 Tour            |
| 10      | GTP     | 5   | Proton Competition Mustang Sampling          | Gianmaria Bruni Bent Viscaal                           | Porsche 963                             | 118   | + 1 Tour            |
| 10      | GTP     | 5   | Proton Competition Mustang Sampling          | Gianmaria Bruni Bent Viscaal                           | Porsche 9RD 4,6 L V8 Twin-Turbo         | 118   | + 1 Tour            |
| 11      | GTD Pro | 77  | AO Racing                                    | Laurin Heinrich (en) Sebastian Priaulx (en)            | Porsche 911 GT3 R                       | 111   | + 8 Tours           |
| 11      | GTD Pro | 77  | AO Racing                                    | Laurin Heinrich (en) Sebastian Priaulx (en)            | Porsche M97/80 4,2 L Flat Six Atmo      | 111   | + 8 Tours           |
| 12      | GTD Pro | 9   | Pfaff Motorsports                            | Oliver Jarvis Marvin Kirchhöfer                        | McLaren 720S GT3 Evo                    | 111   | + 8 Tours           |
| 12      | GTD Pro | 9   | Pfaff Motorsports                            | Oliver Jarvis Marvin Kirchhöfer                        | McLaren M840T 4,0 l V8 Twin-Turbo       | 111   | + 8 Tours           |
| 13      | GTD Pro | 4   | Corvette Racing par Pratt Miller Motorsports | Nicky Catsburg Tommy Milner                            | Corvette Z06 GT3.R                      | 111   | + 8 Tours           |
| 13      | GTD Pro | 4   | Corvette Racing par Pratt Miller Motorsports | Nicky Catsburg Tommy Milner                            | Chevrolet LT6 5,5 L V8 Atmo             | 111   | + 8 Tours           |
| 14      | GTD Pro | 14  | Vasser Sullivan                              | Ben Barnicoat Jack Hawksworth                          | Lexus RC F GT3                          | 111   | + 8 Tours           |
| 14      | GTD Pro | 14  | Vasser Sullivan                              | Ben Barnicoat Jack Hawksworth                          | Toyota 2UR-GSE 5,0 L V8 Atmo            | 111   | + 8 Tours           |
| 15      | GTD     | 57  | Winward Racing                               | Philip Ellis Russell Ward (en)                         | Mercedes-AMG GT3 Evo                    | 111   | + 8 Tours           |
| 15      | GTD     | 57  | Winward Racing                               | Philip Ellis Russell Ward (en)                         | Mercedes-Benz M159 6,2 L V8 Atmo        | 111   | + 8 Tours           |
| 16      | GTD Pro | 3   | Corvette Racing par Pratt Miller Motorsports | Antonio García Alexander Sims                          | Corvette Z06 GT3.R                      | 111   | + 8 Tours           |
| 16      | GTD Pro | 3   | Corvette Racing par Pratt Miller Motorsports | Antonio García Alexander Sims                          | Chevrolet LT6 5,5 L V8 Atmo             | 111   | + 8 Tours           |
| 17      | GTD Pro | 23  | Heart of Racing Team                         | Mario Farnbacher Ross Gunn (en)                        | Aston Martin Vantage AMR GT3 Evo        | 111   | + 8 Tours           |
| 17      | GTD Pro | 23  | Heart of Racing Team                         | Mario Farnbacher Ross Gunn (en)                        | Aston Martin M177 4,0 L V8 Turbo        | 111   | + 8 Tours           |
| 18      | GTD     | 96  | Turner Motorsport                            | Robby Foley Patrick Gallagher (en)                     | BMW M4 GT3                              | 111   | + 8 Tours           |
| 18      | GTD     | 96  | Turner Motorsport                            | Robby Foley Patrick Gallagher (en)                     | BMW S58B30T0 3,0 L i6 M TwinPower Turbo | 111   | + 8 Tours           |
| 19      | GTD     | 120 | Wright Motorsports                           | Adam Adelson Elliott Skeer                             | Porsche 911 GT3 R                       | 111   | + 8 Tours           |
| 19      | GTD     | 120 | Wright Motorsports                           | Adam Adelson Elliott Skeer                             | Porsche M97/80 4,2 L Flat Six Atmo      | 111   | + 8 Tours           |
| 20      | GTD     | 32  | Korthoff Preston Motorsports                 | Mikaël Grenier Mike Skeen (en)                         | Mercedes-AMG GT3 Evo                    | 110   | + 9 Tours           |
| 20      | GTD     | 32  | Korthoff Preston Motorsports                 | Mikaël Grenier Mike Skeen (en)                         | Mercedes-Benz M159 6,2 L V8 Atmo        | 110   | + 9 Tours           |
| 21      | GTD     | 45  | Wayne Taylor Racing avec Andretti            | Danny Formal Kyle Marcelli (en)                        | Lamborghini Huracán GT3 Evo 2           | 110   | + 9 Tours           |
| 21      | GTD     | 45  | Wayne Taylor Racing avec Andretti            | Danny Formal Kyle Marcelli (en)                        | Lamborghini DGF 5,2 L V10 Atmo          | 110   | + 9 Tours           |
| 22      | GTD Pro | 1   | Paul Miller Racing                           | Bryan Sellers Madison Snow                             | BMW M4 GT3                              | 110   | + 9 Tours           |
| 22      | GTD Pro | 1   | Paul Miller Racing                           | Bryan Sellers Madison Snow                             | BMW S58B30T0 3,0 L i6 M TwinPower Turbo | 110   | + 9 Tours           |
| 23      | GTD Pro | 65  | Ford Multimatic Motorsports                  | Joey Hand Dirk Müller                                  | Ford Mustang GT3                        | 110   | + 9 Tours           |
| 23      | GTD Pro | 65  | Ford Multimatic Motorsports                  | Joey Hand Dirk Müller                                  | Ford Coyote 5,4 L V8 Atmo               | 110   | + 9 Tours           |
| 24      | GTD Pro | 64  | Ford Multimatic Motorsports                  | Mike Rockenfeller Harry Tincknell                      | Ford Mustang GT3                        | 110   | + 9 Tours           |
| 24      | GTD Pro | 64  | Ford Multimatic Motorsports                  | Mike Rockenfeller Harry Tincknell                      | Ford Coyote 5,4 L V8 Atmo               | 110   | + 9 Tours           |
| 25      | GTD     | 27  | Heart of Racing Team                         | Roman De Angelis (en) Spencer Pumpelly                 | Aston Martin Vantage AMR GT3 Evo        | 110   | + 9 Tours           |
| 25      | GTD     | 27  | Heart of Racing Team                         | Roman De Angelis (en) Spencer Pumpelly                 | Aston Martin M177 4,0 L V8 Turbo        | 110   | + 9 Tours           |
| 26      | GTD     | 55  | Proton Competition                           | Giammarco Levorato Corey Lewis                         | Ford Mustang GT3                        | 110   | + 9 Tours           |
| 26      | GTD     | 55  | Proton Competition                           | Giammarco Levorato Corey Lewis                         | Ford Coyote 5,4 L V8 Atmo               | 110   | + 9 Tours           |
| 27      | GTD     | 78  | Forte Racing (en)                            | Devlin DeFrancesco Misha Goikhberg Loris Spinelli (pl) | Lamborghini Huracán GT3 Evo 2           | 110   | + 9 Tours           |
| 27      | GTD     | 78  | Forte Racing (en)                            | Devlin DeFrancesco Misha Goikhberg Loris Spinelli (pl) | Lamborghini DGF 5,2 L V10 Atmo          | 110   | + 9 Tours           |
| 28      | GTD     | 12  | Vasser Sullivan                              | Frankie Montecalvo Parker Thompson (en)                | Lexus RC F GT3                          | 109   | + 10 Tours          |
| 28      | GTD     | 12  | Vasser Sullivan                              | Frankie Montecalvo Parker Thompson (en)                | Toyota 2UR-GSE 5,0 L V8 Atmo            | 109   | + 10 Tours          |
| 29      | GTD     | 43  | Andretti Autosport                           | Jarett Andretti (en) Gabby Chaves                      | Porsche 911 GT3 R                       | 109   | + 10 Tours          |
| 29      | GTD     | 43  | Andretti Autosport                           | Jarett Andretti (en) Gabby Chaves                      | Porsche M97/80 4,2 L Flat Six Atmo      | 109   | + 10 Tours          |
| 30      | GTD     | 13  | AWA                                          | Matthew Bell Orey Fidani (en)                          | Corvette Z06 GT3.R                      | 109   | + 10 Tours          |
| 30      | GTD     | 13  | AWA                                          | Matthew Bell Orey Fidani (en)                          | Chevrolet LT6 5,5 L V8 Atmo             | 109   | + 10 Tours          |
| 31      | GTD     | 66  | Gradient Racing                              | Stevan McAleer (en) Sheena Monk                        | Acura NSX GT3 Evo22                     | 109   | + 10 Tours          |
| 31      | GTD     | 66  | Gradient Racing                              | Stevan McAleer (en) Sheena Monk                        | Acura JNC1 3,5 L V6 Turbo               | 109   | + 10 Tours          |
| 32      | GTD     | 86  | MDK Motorsports                              | Anders Fjordbach Kerong Li                             | Porsche 911 GT3 R                       | 109   | + 10 Tours          |
| 32      | GTD     | 86  | MDK Motorsports                              | Anders Fjordbach Kerong Li                             | Porsche M97/80 4,2 L Flat Six Atmo      | 109   | + 10 Tours          |
| 33      | GTD     | 70  | Inception Racing                             | Brendan Iribe Frederik Schandorff                      | McLaren 720S GT3 Evo                    | 109   | + 10 Tours          |
| 33      | GTD     | 70  | Inception Racing                             | Brendan Iribe Frederik Schandorff                      | McLaren M840T 4,0 l V8 Twin-Turbo       | 109   | + 10 Tours          |
| 34 Abd. | GTD     | 34  | Conquest Racing                              | Albert Costa Manny Franco                              | Ferrari 296 GT3                         | 79    | Abandon             |
| 34 Abd. | GTD     | 34  | Conquest Racing                              | Albert Costa Manny Franco                              | Ferrari F163 3,0 L V6 Turbo             | 79    | Abandon             |

## Pole position et record du tour
- Pole position :
- Meilleur tour en course :

## À noter
- Longueur du circuit : 2,238 mi (3,219 km)
- Distance parcourue par les vainqueurs :